# Judith Barry
Judith Barry (Columbus, Ohio, Estats Units, 1954) és una artista estatunidenca que viu i treballa entre Nova York i Berlín. Amb una formació interdisciplinària en belles arts, literatura, teoria cinematogràfica i arquitectura, és reconeguda internacionalment des de finals dels anys setanta com una de les pioneres en les videoinstal·lacions i en l'ús de mitjans electrònics en l'art visual. L'obra de Barry inclou la performance, la instal·lació, el cinema, el vídeo, l'escultura i la fotografia. Les seves instal·lacions multimèdia exploren la interacció entre arquitectura, urbanisme, societat i els mitjans de comunicació. Amb una preocupació constant per la innovació formal i un discurs crític sobre la construcció de la subjectivitat contemporània a partir dels mitjans i les grans corporacions, Barry aconsegueix que l'espectador habiti l'espai visual i conceptual de la imatge en moviment. També és autora de textos teòrics sobre memòria històrica, percepció i comunicació.